# Mizumoto Katsunari
Katsunari Mizumoto (水本勝成 | sinh ngày 19 tháng 2 năm 1990) là một cầu thủ bóng đá người Nhật Bản thi đấu cho Kagoshima United FC.

## Thống kê câu lạc bộ
Cập nhật đến ngày 23 tháng 2 năm 2016.
| Thành tích câu lạc bộ | Thành tích câu lạc bộ | Thành tích câu lạc bộ | Giải vô địch | Giải vô địch | Cúp                   | Cúp                   | Tổng cộng | Tổng cộng |
| Mùa giải              | Câu lạc bộ            | Giải vô địch          | Số trận      | Bàn thắng    | Số trận               | Bàn thắng             | Số trận   | Bàn thắng |
| Nhật Bản              | Nhật Bản              | Nhật Bản              | Giải vô địch | Giải vô địch | Cúp Hoàng đế Nhật Bản | Cúp Hoàng đế Nhật Bản | Tổng cộng | Tổng cộng |
| --------------------- | --------------------- | --------------------- | ------------ | ------------ | --------------------- | --------------------- | --------- | --------- |
| 2008                  | Gainare Tottori       | JFL                   | 7            | 0            | 1                     | 0                     | 8         | 0         |
| 2009                  | Gainare Tottori       | JFL                   | 7            | 0            | 1                     | 0                     | 8         | 0         |
| 2010                  | Gainare Tottori       | JFL                   | 12           | 0            | 1                     | 0                     | 13        | 0         |
| 2011                  | Gainare Tottori       | J2 League             | 14           | 1            | 1                     | 0                     | 15        | 1         |
| 2012                  | Gainare Tottori       | J2 League             | 21           | 0            | 0                     | 0                     | 21        | 0         |
| 2013                  | FC Kagoshima          | JRL (Kyushu)          | 8            | 3            | –                     | –                     | 8         | 3         |
| 2014                  | Kagoshima United FC   | JFL                   | 26           | 0            | 2                     | 0                     | 28        | 0         |
| 2015                  | Kagoshima United FC   | JFL                   | 28           | 2            | 1                     | 0                     | 29        | 2         |
| Tổng                  | Tổng                  | Tổng                  | 123          | 6            | 7                     | 0                     | 130       | 6         |